# Governacions d'Egipte
Egipte està dividit en 27 governacions o muhàfadhes, en àrab, cadascuna de les quals té una capital i, com a mínim, una ciutat (administrativament parlant). Cada governació és administrada per un governador nomenat pel president d'Egipte, de qui depèn directament. La majoria de governacions tenen una densitat de població superior als 1.000 hab./km2, mentre que les tres més grans en superfície tenen una densitat inferior als 2 hab./km2.
El 2008 es van crear dues noves governacions, 6 d'Octubre i Helwan, que el 2011 es van reintegrar a les del Caire i Guiza, respectivament.

## Llista de governacions d'Egipte
| Nom            | Superfície (km²) | Població (novembre de 2023) | Densitat (hab./km²) (novembre de 2023) | Capital        |            |       |           |       |            |
| -------------- | ---------------- | --------------------------- | -------------------------------------- | -------------- | ---------- | ----- | --------- | ----- | ---------- |
| Nom            | Superfície (km²) | Població (novembre de 2023) | Densitat (hab./km²) (novembre de 2023) | Capital        | Alexandria | 2.300 | 5.703.824 | 2.480 | Alexandria |
| Aswan          | 62.726           | 1.698.201                   | 27                                     | Aswan          |            |       |           |       |            |
| Asyut          | 25.926           | 5.071.485                   | 196                                    | Asyut          |            |       |           |       |            |
| Beheira        | 9.826            | 6.940.234                   | 706                                    | Damanhur       |            |       |           |       |            |
| Beni Suef      | 10.954           | 3.618.395                   | 330                                    | Beni Suef      |            |       |           |       |            |
| Caire          | 3.085            | 10.456.284                  | 3.389                                  | El Caire       |            |       |           |       |            |
| Dakahlia       | 3.538            | 7.058.212                   | 1.995                                  | Mansura        |            |       |           |       |            |
| Damiata        | 910              | 2.023.380                   | 2.223                                  | Damiata        |            |       |           |       |            |
| Faium          | 6.068            | 4.141.222                   | 682                                    | El Faium       |            |       |           |       |            |
| Gharbia        | 1.942            | 5.483.000                   | 2.823                                  | Tanta          |            |       |           |       |            |
| Guiza          | 13.184           | 9.534.283                   | 723                                    | Guiza          |            |       |           |       |            |
| Ismaïlia       | 5.067            | 1.482.999                   | 293                                    | Ismaïlia       |            |       |           |       |            |
| Kafr El Sheikh | 3.467            | 3.731.540                   | 1.076                                  | Kafr El Sheikh |            |       |           |       |            |
| Luxor          | 460              | 1.429.385                   | 3.107                                  | Luxor          |            |       |           |       |            |
| Matruh         | 166.563          | 580.304                     | 3                                      | Mersa Matruh   |            |       |           |       |            |
| Minya          | 32.279           | 6.332.918                   | 196                                    | Minya          |            |       |           |       |            |
| Monufia        | 2.499            | 4.743.341                   | 1.898                                  | Shibin El Kom  |            |       |           |       |            |
| Vall Nova      | 440.098          | 324.600                     | 0,7                                    | Kharga         |            |       |           |       |            |
| Sinaí del Nord | 28.992           | 544.494                     | 19                                     | Al-Arix        |            |       |           |       |            |
| Port Saïd      | 1.345            | 835.193                     | 621                                    | Port Saïd      |            |       |           |       |            |
| Qalyubia       | 1.124            | 6.137.896                   | 5.461                                  | Banha          |            |       |           |       |            |
| Qena           | 10.798           | 3.651.215                   | 338                                    | Qena           |            |       |           |       |            |
| Mar Roja       | 119.099          | 409.394                     | 3                                      | Hurghada       |            |       |           |       |            |
| Sharqia        | 4.911            | 8.032.683                   | 1.636                                  | Zagazig        |            |       |           |       |            |
| Sohag          | 11.022           | 5.714.903                   | 518                                    | Sohag          |            |       |           |       |            |
| Sinaí del Sud  | 31.272           | 145.934                     | 5                                      | El Tor         |            |       |           |       |            |
| Suez           | 9.002            | 843.385                     | 94                                     | Suez           |            |       |           |       |            |
| Total          | 1.010.407        | 106.668.704                 | 106                                    | El Caire       |            |       |           |       |            |